# Línia H14 de la Xarxa Ortogonal d'Autobusos de Barcelona
La línia H14 és una línia d'autobús de trànsit ràpid que pertany a la Xarxa Ortogonal d'Autobusos de Barcelona. Recorre Barcelona i Sant Adrià del Besòs en horitzontal des del Paral·lel fins l'Avinguda de la Platja de Sant Adrià. Va ser posada en marxa el 15 de setembre de 2014.
La línia comença a l'avinguda Paral·lel i creua tot el passeig Colom. Al arribar al parc de la Ciutadella, puja per la meridiana i creua el barri del Poblenou. Finalment, passa pel parc del Besòs fins a arribar a Sant Adrià.

## Àrees d'intercanvi
El seu recorregut coincideix amb cinc àrees d'intercanvi:
- Àrea d'intercanvi Ciutadella
- Àrea d'intercanvi Correus
- Àrea d'intercanvi Paral·lel
- Àrea d'intercanvi Poblenou
- Àrea d'intercanvi Pont de la Marina

## Horaris
| H14       | Primer servei | Primer servei | Darrer servei | Darrer servei |
| H14       | A: Paral·lel  | A: Sant Adrià | A: Paral·lel  | A: Sant Adrià |
| Feiners   | 04:45         | 05:00         | 23:35         | 23:10         |
| Dissabtes | 06:45         | 06:00         | 23:00         | 23:10         |
| Festius   | 07:45         | 07:00         | 23:00         | 23:10         |